# Estación de Brunnen
La estación de Brunnen es una estación ferroviaria situada en la localidad suiza de Brunnen, perteneciente a la comuna suiza de Ingenbohl.

## Historia y situación
La estación fue inaugurada en el año 1882 con la apertura de la línea del Gotardo, que comunica la Suiza Italiana con el norte y el este del país. El edificio fue reconstruido en el año 1903 debido al aumento de pasajeros de la misma, que hizo que el edificio original se quedase pequeño para acoger a toda la demanda.
Se encuentra situada en la localidad de Brunnen, la principal localidad de la comuna de Ingenbohl. Cuenta con dos andenes, uno central y otro lateral, a los que acceden tres vías pasantes, a las que hay que añadir otra vía pasante y una vía muerta. En el norte de la estación hay un haz de varias vías muertas y varias derivaciones a industrias.
En términos ferroviarios, la estación se sitúa en la línea Immensee - Chiasso. Sus dependencias ferroviarias colaterales son la estación de Schwyz hacia Immensee y la estación de Sisikon en dirección Chiasso.

## Servicios Ferroviarios
Los servicios ferroviarios de esta estación están prestados por SBB-CFF-FFS:

### Larga distancia
- IR Basilea-SBB - Olten - Lucerna - Arth-Goldau - Schwyz - Brunnen - Flüelen - Erstfeld - Göschenen - Airolo - Faido - Biasca - Bellinzona - Giubiasco - Mendrisio - Chiasso
- IR Basilea-SBB - Olten - Lucerna - Arth-Goldau - Schwyz - Brunnen - Flüelen - Erstfeld - Göschenen - Airolo - Faido - Biasca - Bellinzona - Cadenazzo - Locarno.
- IR Zúrich - Zug - Arth-Goldau - Schwyz - Brunnen - Flüelen - Erstfeld - Göschenen - Airolo - Faido - Biasca - Bellinzona - Giubiasco - Mendrisio - Chiasso
- IR Zúrich - Zug - Arth-Goldau - Schwyz - Brunnen - Flüelen - Erstfeld - Göschenen - Airolo - Faido - Biasca - Bellinzona - Cadenazzo - Locarno.

### S-Bahn Lucerna/Zug
Forma parte de la red de trenes de cercanías formada por S-Bahn Lucerna y Stadtbahn Zug, llegando a la estación dos líneas:
- S 2 Zug - Arth-Goldau - Brunnen - Erstfeld
- S 3 Lucerna - Lucerna Verkehrshaus - Meggen - Küssnacht am Rigi - Arth-Goldau - Brunnen